# 411 TCN
411 TCN là một năm trong lịch La Mã.